# Второй кабинет Дэвида Кэмерона
Второй кабинет Дэвида Кэмерона (англ. Second Cameron ministry) — 95-е (с момента образования в 1707 году Королевства Великобритания) правительство Великобритании, действовало с 8 мая 2015 года по 13 июля 2016 года под председательством Дэвида Кэмерона.

## Формирование
По итогам парламентских выборов 7 мая 2015 года Консервативная партия добилась абсолютного большинства, и 11 мая 2015 года Дэвид Кэмерон сформировал однопартийное правительство, которое пришло на смену первому его кабинету.
После формирования кабинета аналитики отметили, что заместителем Ники Морган как министра равных возможностей назначена член Палаты общин от округа Госпорт Кэролайн Дайненэйдж, которая, как и Морган, в июле 2013 года голосовала против узаконения однополых браков (правда, позднее она заявляла об изменении своей точки зрения). Кроме того, должность младшего министра занятости получила евроскептик Прити Пател, которая также высказывалась в пользу восстановления смертной казни через повешение. Кресло министра иностранных дел сохранил Филип Хэммонд, выступающий за выход Великобритании из Евросоюза в случае, если не будут удовлетворены её требования. Ожидается, что правительство станет добиваться от Брюсселя в числе прочего запрета на получение государственных пособий иммигрантами в течение четырёх лет и отказа от политики дальнейшей интеграции союза.
Согласно наблюдениям журналистов, около половины членов нового кабинета в своё время окончили Оксфорд или Кембридж.

## История
23 августа 2015 года в Тегеране вновь было открыто британское посольство, закрытое после нападения группы радикальных демонстрантов 29 ноября 2011 года. Находившийся в Иране с визитом Филип Хэммонд лично поднял государственный флаг на здании.
2 декабря 2015 года Палата общин большинством 397 голосов против 223, полученным благодаря поддержке 66 депутатов Лейбористской партии вопреки позиции их лидера Джереми Корбина, удовлетворила просьбу Дэвида Кэмерона о расширении зоны воздушных бомбардировок британской авиацией объектов ИГИЛ на территорию Сирии. В ночь на 3 декабря были нанесены первые удары.
19 февраля 2016 года двухдневный переговорный марафон в Брюсселе, в ходе которого Дэвид Кэмерон спал только три часа, завершился подписанием соглашения о предоставлении Великобритании особых прав в рамках Евросоюза. По заявлению премьер-министра, благодаря достижению этой договорённости, в дальнейшем он будет выступать против выхода страны из сообщества.
23 июня 2016 года в Великобритании состоялся референдум по вопросу выхода страны из Евросоюза. Явка составила 71,8 % — самый высокий показатель с 1992 года, 52 % избирателей проголосовали за выход. 24 июня, сразу после официального подведения итогов, Дэвид Кэмерон объявил о своей отставке в октябре.
После серии рейтинговых голосований парламентариев-консерваторов и поэтапного отсеивания кандидатов, занявших последнее место, министр внутренних дел Тереза Мэй, заручившаяся 7 июля 2016 года поддержкой 199 депутатов, и младший министр энергетики Андреа Ледсом, набравшая 84 голоса, стали финалистами предвыборной гонки, выйдя на общепартийные выборы.
11 июля 2016 года Ледсом объявила о снятии своей кандидатуры, и, ввиду прекращения предвыборной кампании, отставка Кэмерона была перенесена с осени на 13 июля 2016 года, когда Мэй должна стать его преемницей.

## Изменения в составе
19 марта 2016 года Иан Дункан Смит в знак протеста против планов правительства урезать пособия инвалидам ушёл в отставку с должности министра труда и пенсий, и Дэвид Кэмерон назначил на его место министра по делам Уэльса Стивена Крэбба, передав прежний портфель Крэбба Алану Кэрнсу.

## Состав правительства
| Должность                                                               | Имя                                | Партия | Примечания             |
| ----------------------------------------------------------------------- | ---------------------------------- | ------ | ---------------------- |
| Премьер-министр, первый лорд казначейства, министр гражданской службы   | Дэвид Кэмерон                      | К      |                        |
| Министр иностранных дел                                                 | Филип Хэммонд                      | К      |                        |
| Канцлер казначейства                                                    | Джордж Осборн                      | К      |                        |
| Министр внутренних дел                                                  | Тереза Мэй                         | К      |                        |
| Министр юстиции; лорд-канцлер                                           | Майкл Гоув                         | К      |                        |
| Министр обороны                                                         | Майкл Фэллон                       | К      |                        |
| Министр по делам бизнеса, инноваций и профессионального образования     | Саджид Джавид                      | К      |                        |
| Министр образования, министр по делам женщин и равных возможностей      | Ники Морган                        | К      |                        |
| Министр труда и пенсий                                                  | Стивен Крэбб                       | К      | С 19 марта 2016 года.  |
| Министр труда и пенсий                                                  | Иан Дункан Смит                    | К      | До 19 марта 2016 года. |
| Министр здравоохранения                                                 | Джереми Хант                       | К      |                        |
| Министр местного самоуправления                                         | Грег Кларк                         | К      |                        |
| Министр международного развития                                         | Джастин Грининг                    | К      |                        |
| Министр энергетики и борьбы с изменением климата                        | Эмбер Радд                         | К      |                        |
| Министр транспорта                                                      | Патрик Маклохлин                   | К      |                        |
| Министр по делам Шотландии                                              | Дэвид Манделл                      | К      |                        |
| Министр по делам Северной Ирландии                                      | Тереза Вильерс                     | К      |                        |
| Министр по делам Уэльса                                                 | Алан Кэрнс                         | К      | С 19 марта 2016 года.  |
| Министр по делам Уэльса                                                 | Стивен Крэбб                       | К      | До 19 марта 2016 года. |
| Министр по делам культуры, СМИ и спорта                                 | Джон Уиттингдейл                   | К      |                        |
| Министр по делам окружающей среды, продовольствия и сельского хозяйства | Элизабет Трасс                     | К      |                        |
| Лидер Палаты общин, лорд-председатель Совета                            | Крис Грэйлинг                      | К      |                        |
| Лидер Палаты лордов, Лорд-хранитель Малой печати                        | Тина Стоуэлл, баронесса Бистон     | К      |                        |
| Канцлер герцогства Ланкастерского                                       | Оливер Летвин                      | К      |                        |
| Также имеют право участвовать в заседаниях Кабинета                     |                                    |        |                        |
| Главный секретарь Казначейства                                          | Грег Хэндс                         | К      |                        |
| Главный парламентский организатор, Парламентский секретарь Казначейства | Марк Харпер                        | К      |                        |
| Генеральный казначей, министр Кабинета                                  | Мэттью Хэнкок                      | К      |                        |
| Генеральный атторней Англии и Уэльса                                    | Джереми Райт                       | К      |                        |
| Государственный министр занятости                                       | Прити Пател                        | К      |                        |
| Государственный министр иностранных дел и по делам Содружества          | Джойс Энелэй, баронесса Сент-Джонс | К      |                        |
| Государственный министр по делам малого бизнеса                         | Анна Субри                         | К      |                        |
| Министр без портфеля                                                    | Роберт Халфон                      | К      |                        |